# Bernd Hamer
Bernd Hamer (* 15. Juni 1939 in Mettmann; † 25. September 2004 in Bad Homburg vor der Höhe) war ein hessischer Politiker (CDU) und Abgeordneter des Hessischen Landtags.

## Ausbildung und Beruf
Nach der Ausbildung zum Diplom-Kaufmann und dem ersten und zweiten juristischen Staatsexamen führte ihn sein beruflicher Werdegang nach Hessen. 1971 promovierte er an der Julius-Maximilians-Universität Würzburg zum Thema Die politische Elitenbildung in den demokratischen Parteien der Bundesrepublik Deutschland.
Von 1968 bis 1973 war er als Rechtsanwalt in Bad Homburg niedergelassen. Ab 1973 war Bernd Hamer Professor für Rechtswissenschaften am Fachbereich Wirtschaft der Fachhochschule Frankfurt am Main.
Hamer war verheiratet und hatte drei Kinder.

## Politik
Hamer war Mitglied der CDU und war dort von 1974 bis 1995 Vorsitzender und anschließend Ehrenvorsitzender der CDU in Bad Homburg.
Kommunalpolitisch war Hamer als Stadtverordneter und als Mitglied des Magistrats der Stadt Bad Homburg – bis zu seinem Tode – sowie als Abgeordneter des Verbandstages des Umlandverbandes Frankfurt aktiv.
Von 1983 bis 2003 war Hamer direkt gewählter Abgeordneter des Hessischen Landtags (Wahlkreis 23: Hochtaunus I). Hamer wirkte in verschiedenen Ausschüssen des Parlamentes, insbesondere als Vorsitzender des Rechtsausschusses des Hessischen Landtags von 1995 bis 1999 und als Vorsitzender des Innenausschusses von 1999 bis 2003. Sein Nachfolger im Landtag wurde Holger Bellino.
Hamer vertrat seine wertkonservativen Überzeugungen konsequent und galt als einer der Vertreter des konservativen Flügels der Union.